# Final Fantasy V
Pour les articles homonymes, voir FFV et FF5.
Final Fantasy V (ファイナルファンタジーV, Fainaru Fantajī Faibu) est un jeu vidéo de rôle développé par Squaresoft et sorti  sur Super Famicom en 1992. Le jeu s'est vendu à près de 2 500 000 exemplaires.

## Trame

### Personnages
- Butz (ou Bartz) Klauser est un voyageur aimant l'air libre et les grands espaces. À 17 ans, il perd son père et se retrouve à vivre dans la solitude. Il fait la rencontre d'un chocobo seul, se lie d'amitié avec lui et le nomme Boko. Au début de l'aventure, Butz a 20 ans.
- Lenna (ou Reina) Charlotte Tycoon est la fille de la reine de Tycoon, récemment décédée au début du jeu.
- Faris Scherwiz est rencontrée pour la première fois dans un repaire de pirates dont elle est le capitaine. On apprend peu de temps après qu'elle est en vérité Sarissa, la sœur disparue de Lenna. On apprend également que c'est lors d'une balade en mer avec le roi qu'elle disparut dans un tourbillon.
- Galuf Doe est un guerrier de la lumière, il recherche la réponse aux comportements des cristaux. Il souffre d'un traumatisme crânien qui lui a fait perdre la mémoire. Ses connaissances dans l'art de combattre seul sont restées intactes. Il accompagne Butz et Reina pour retrouver les éléments de son passé.
- Krile (ou Cara) Mayer Baldesion perd sa mère qui s'était sacrifiée pour sauver le dragon du désert de Grosiana, et a été ensuite adoptée par Galuf. Née avec le pouvoir de parler aux dragons et aux Mogs, c'est une grande guerrière qui va rejoindre le groupe de Butz à la suite d'un grave incident.
- Gilgamesh est un ennemi récurrent. Il barre la route du groupe plus d'une fois et est un adversaire redoutable, capable d'utiliser plusieurs épées de légende.
- Exdeath (ou X-death en anglais) est un sorcier puissant qui cherche à se libérer de son emprisonnement. Il est le responsable des troubles survenus dans l'univers du jeu. Son but semble être de fusionner les deux mondes (celui de Galuf et celui de Bartz) qui ont été séparés il y a bien longtemps, afin de contenir le pouvoir du Néant et les créatures qui ont été bannies dans la faille interdimensionnelle.

### Scénario
Final Fantasy V commence en pleine journée alors que le vent commença à s'arrêter et à mourir. Profondément troublé par cette occurrence, le roi de Tycoon se prépara à voyager au temple du vent à dos de dragon tout en étouffant les craintes de sa fille, la princesse Lenna. Une fois au temple, il fut le témoin de la destruction inévitable du cristal qui éclata sous ses yeux.
Pendant ce temps, un jeune aventurier nommé Bartz, se reposant dans une forêt près de Tycoon voit un météore s'écraser à la surface de la planète, juste au sud de Tycoon. Bartz, parti enquêter sans attendre, fit la découverte d'une jeune femme, Lenna, assommée par une attaque de monstres. Après l'avoir sauvée, ils rencontrèrent un vieil homme près de la zone d'impact, souffrant d'une légère amnésie, appelé Galuf. Lenna expliqua alors qu'elle était sur le chemin du temple du vent à la recherche de son père. Galuf se souvint soudain qu'il s'agissait de sa destination d'origine et décida de l'accompagner. Après s'être séparés, Bartz rencontra de nouveau Lenna et Galuf, encore une fois attaqués par des monstres, cette fois-ci dans une zone de séismes. Les trois compagnons, voyageant dorénavant ensemble, se rendirent compte que tous les chemins par la terre étaient bloqués à cause de la chute du météore. Ils se décidèrent à traverser une caverne souterraine qui les mena à un repaire de pirates et à leur chef, Faris. Grâce à l'aide du capitaine, ils purent poursuivre leur chemin vers le temple du vent et arrivèrent dans la chambre du cristal où ils trouvèrent celui-ci brisé, ainsi qu'aucune trace du roi disparu. Cependant, les fragments réagirent à leur présence et une image du roi leur apparut, annonçant qu'ils doivent à tout prix empêcher la destruction des autres cristaux.
Finalement, le groupe découvrit que les cristaux forment un sceau sur un sorcier nommé Exdeath. Ainsi, avec leur destruction, non seulement l'Être noir allait être libéré, mais le monde allait également devenir inhabitable. La compagnie tenta alors de sauver les cristaux de l'eau, du feu et de la terre, mais les machinations de la folie humaine, ou bien l'influence d'Exdeath sur les esprits humains l'en empêcha. Ayant été libéré, Exdeath fut en mesure de vaincre aisément le groupe puis de retourner dans son propre monde. À ce moment-là, Krile, la petite fille de Galuf arriva en météore et restaura la mémoire de son grand-père qui se rappela être originaire du même monde qu'Exdeath, où il retournèrent tous les deux à la poursuite de celui-ci. Bartz et les autres finirent par se décider à ne pas laisser Galuf se battre seul et le suivirent dans son monde où ils furent aussitôt capturés par Exdeath. Mais Galuf parvient à s'infiltrer dans son château et à les libérer en battant le lieutenant d'Exdeath, Gilgamesh, par la même occasion. Fuyant à travers un grand pont reliant le continent de Galuf à celui d'Exdeath, une barrière produite par le château de ce dernier les projeta sur un continent lointain. Cependant, grâce à Krile et à son dragon, semblable à celui du roi de Tycoon, ils parvinrent à rentrer au château du Val dont Galuf est le maître.
Les héros rencontrèrent Kelgar, un des anciens compagnons de Galuf et surtout, avec lui et deux autres héros, un des Guerriers de l'Aurore qui enfermèrent Exdeath dans le monde de Bartz. Celui-ci apprit que son père, Dorgann, fut l'un d'eux et resta dans l'autre monde pour surveiller la prison d'Exdeath avant de mourir, peu après la mère de Bartz. Grâce au dernier membre de l'ancien groupe, Xezat, les héros parvinrent à détruire la barrière du château d'Exdeath, mais au prix de la mort de ce héros. Le groupe décida ensuite sous la demande de Galuf de rencontrer le sage Ghido qui leur apprit les origines d'Exdeath: un être né de la fusion d'esprits démoniaques enfermés dans l'arbre gardien au plus profond de la forêt ancienne. Une fois là-bas, Exdeath découvrit les 4 cristaux de son monde et, après un combat à mort avec Galuf, s'enfuit dans son château avec ceux-ci. L'arbre gardien, alors témoin de la mort de Galuf, confia à Krile les capacités de celui-ci. Maintenant en route pour le château d'Exdeath, Kelgar sacrifia sa vie pour dissiper l'illusion posée sur le château d'Exdeath pour permettre aux héros de traverser celui-ci, puis de vaincre Exdeath. Cependant, ce combat entraîna la destruction des cristaux. Le groupe se réveilla alors dans une grande plaine, devant, à leur grand étonnement, le château de Tycoon.
Devant les réjouissances de la chute d'Exdeath et du retour de Sarissa, la princesse disparue, et de sa sœur Lenna, le château organisa une fête. Cependant, Bartz repart aussitôt en voyage en compagnie de Krile puis de Faris qui ne supporte pas la vie de château. Ils arrivent finalement chez Ghido, supposé être dans l'autre monde. Celui-ci leur explique alors que bien des années auparavant, 12 guerriers avaient combattu un Nécromancien nommé Enuo qui détenait le pouvoir du Néant. À la suite d'une grande bataille et de la défaite d'Enuo, des précautions furent prises afin d'éviter que de si grand pouvoir soit mis en de mauvaise main: le monde fut séparé en deux par le pouvoir de huit cristaux, enfermant ainsi entre les deux mondes le pouvoir du Néant, et empêchant l'accès aux 12 armes légendaires ainsi qu'aux magies et invocations ultimes utilisées contre Enuo. Cependant, le monde est réunifié et Exdeath usa d'une ruse pour apparaître devant le sage et vaincre le groupe, pour ensuite récupérer le pouvoir du Néant, libérant ainsi une armée de monstres enfermés jusqu'à présent dans la Fissure Dimensionnelle. Le monde redevenu entier, les héros récupérèrent les armes et les magies ultimes puis traversèrent la Fissure Dimensionnelle jusqu'à arriver devant Exdeath qui reprit alors sa véritable forme : celle d'un gigantesque arbre démoniaque. Grâce à l'aide des défunts Guerriers de l'Aurore, Bartz et les autres purent échapper à la tentative d'Exdeath de les enfermer dans le Néant et s'élancèrent dans un combat contre l'Arbre. Cependant, tout comme Enuo, Exdeath fut peu à peu absorbé dans le Néant, et il en résulta Néo-Exdeath, formé de monstres enfermés dans le Néant, avec l'intention de laisser toute choses retourner à celui-ci. Après sa défaite, les héros, de nouveau enfermé dans le Néant, parvinrent à s'échapper grâce au pouvoir des cristaux, à l'exception de ceux qui furent tombés contre Néo-Exdeath. À la fin du jeu, Krile ou un des 4 héros se recueillit pour ses amis disparus devant l'arbre gardien. C'est alors que celui-ci ramena ses compagnons tombés.

## Système de jeu

### Système dejob
Inspiré de Final Fantasy III, le système d'évolution des personnages est assez particulier, dans le sens où le joueur peut choisir leur job (et en changer à volonté). Celle-ci lui donne une habileté spéciale (comme le Black Mage qui peut utiliser la fonction Black, soit les magies noires), certaines habiletés innées (comme le Thief qui peut détecter les passages secrets) et une limite d'armes et armures à porter.
Une fois acquise une certaine maîtrise dans un métier, le personnage peut en changer et progresser ailleurs, tout en gardant une spécificité de l'une de ses anciennes professions. Il ne peut que choisir une seule habileté spéciale de ses autres classes, sauf pour le Mime, qui peut en ajouter trois autres. Ainsi, un mage blanc devenant chevalier pourra choisir d'utiliser la magie blanche comme seconde spécialité. Le Mime et le Freelancer conservent aussi les habiletés innées de chacun des métiers que le personnage aura maîtrisé au complet.

## Éditions

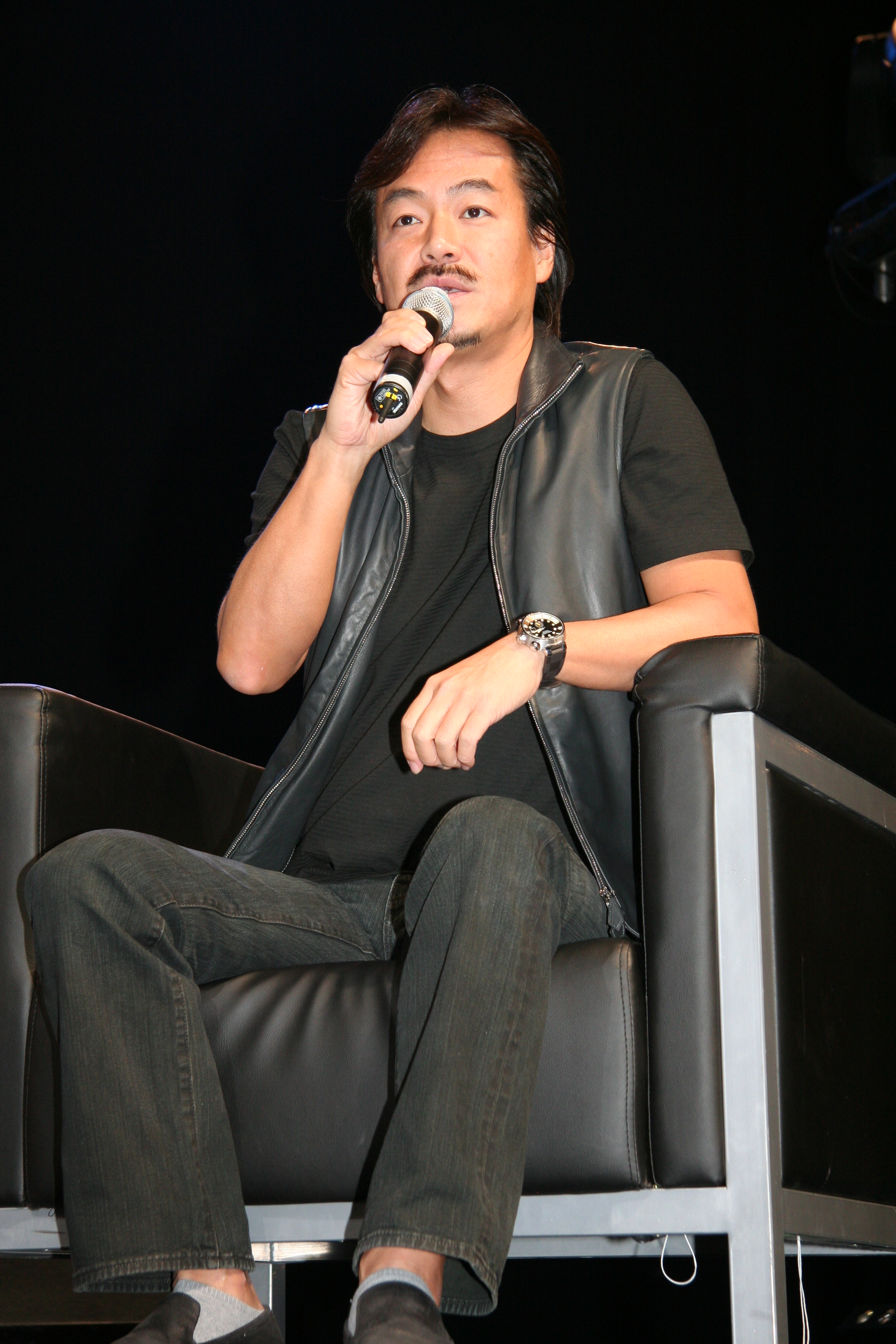
Hironobu Sakaguchi est le directeur du projet.

Avec Final Fantasy III, Final Fantasy V est le FF "classique" le moins édité :
- Final Fantasy V (Super Nintendo, Japon, 1992)
- Final Fantasy V (PlayStation, Japon, 1998)
- Final Fantasy Collection (qui regroupe FF IV, V & VI) (PlayStation, Japon, 1998)
- Final Fantasy Anthology (FF V & VI) (PlayStation, États-Unis, 1999)
- Final Fantasy Anthology (FF IV & V) (PlayStation, Europe, 2002)
- Final Fantasy V Advance (Game Boy Advance, Japon et États-Unis, 2006, Europe, 2007)

## Musique
- Final Fantasy V Original Sound Version : Bande originale du jeu Final Fantasy V sur Super Famicom
- Final Fantasy V Dear Friends : Album arrangé du jeu Final Fantasy V sur Super Famicom
- Final Fantasy V Mambo de Chocobo : Album spécial du jeu Final Fantasy V sur Super Famicom
- Final Fantasy V 5+1 : Compilation du jeu Final Fantasy V sur Super Famicom
- Piano Collections Final Fantasy V : Album arrangé au piano du jeu Final Fantasy V sur Super Famicom